# Аксайское водохранилище
Аксайское водохранилище — водоём в Дагестане (Россия), на реке Аксай, соединён каналом с рекой Акташ. Высота над уровнем моря — 9 м. Образовано дамбами общей длиной 17,5 км. Объём — до 35 млн м3.

## Основные характеристики
Построена как противопаводковое водохранилище на территории Бабаюртовского района в 1968 году для среза пиков паводков на реке Аксай. К концу 1990-х годов это водохранилище заилилось и практически исчерпало свои регулирующие функции.
Рядом расположены сёла: Адиль-Янгиюрт, Кирпич-Кутан, Камыш-Кутан. В апреле 2008 года обильное таяние ледников, привело к тому, что Аксайское водохранилище вышло из берегов.